# Алмандаєво
Алманда́єво (рос. Алмандаево, чув. Упакасси) — присілок у складі Маріїнсько-Посадського району Чувашії, Росія. Входить до складу Першочурашевського сільського поселення.
Населення — 59 осіб (2010; 73 у 2002).
Національний склад:
- чуваші — 100 %